# Thali (gerecht)

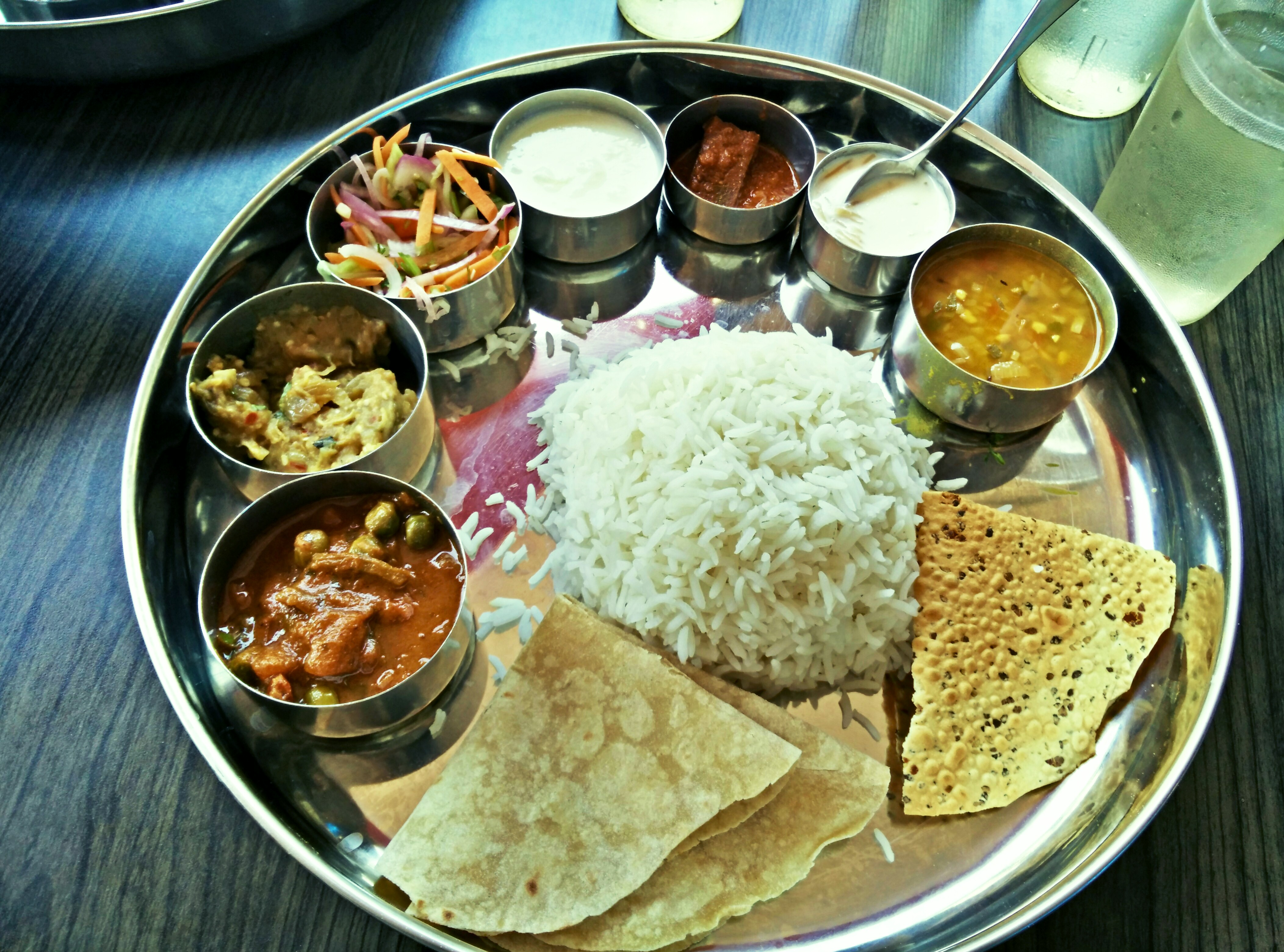
Thali.

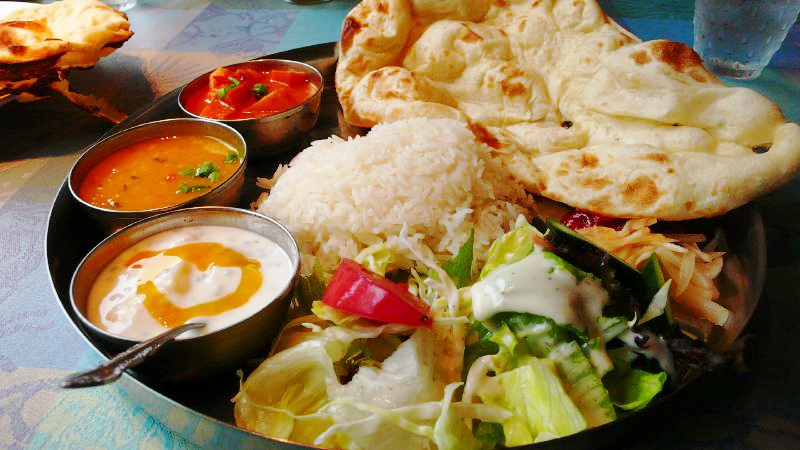
Een vegetarische thali.

Thali is een gerecht uit de Indiase keuken. Het bestaat uit een basisgerecht dat geserveerd wordt op een platte metalen schaal dat ook een thali genoemd wordt. Hierbij worden een aantal bijgerechten geserveerd in metalen kommetjes, de katori’s. Het gerecht kent vele regionale verschillen. Daarnaast wordt het ook in andere delen van het Indisch subcontinent en Zuidoost-Azië gegeten.
Het idee achter de thali is om in de katori’s verschillende smaken aan te bieden, zoals zoet, zout, bitter, zuur, umami en pittig.
Wanneer je in India een thali hebt besteld is het goed mogelijk dat de ober rijst serveert en de kommetjes blijft aanvullen. Andere manieren om een thali te serveren is in een vierkant dienblad met daarin verschillende vakjes voor de ingrediënten. Ook wordt nog wel eens een bananenblad gebruikt met daarop de verschillende ingrediënten.

## Ingrediënten
De meeste thali's zijn vegetarisch en het basisgerecht is vaak rijst eventueel met brood, zoals naan, roti of papadum (een platte, gefrituurde cracker van linzenbloem). In de katori's serveert men dal, verschillende soorten curries, sambar (een soort stoofpot), yoghurt, een kleine hoeveelheid chutney en iets zoets om de scherpe smaak te neutraliseren.